# David C. Jewitt
David C. Jewitt (født 1958 i England) er professor i astronomi ved instituttet for astronomi ved University of Hawaii. Han fik en bachelor ved University of London i 1979 og modtog en M.Sc. og en ph.d i astronomi ved California Institute of Technology i henholdsvis 1980 og 1983. Han har bl.a. specialiseret sig for det trans-neptunske solsystem, solsystemets dannelse og de fysiske karakteristika for kometer
Hans seneste publikationer:
- The Nucleus of Comet 48P/Johnson, The Astronomical Journal, Volume 127, Issue 3, pp. 1784-1790
- 143P/Kowal-Mrkos and the Shapes of Cometary Nuclei, The Astronomical Journal, Volume 125, Issue 6, pp. 3366-3377
- Physical Properties of Trans-Neptunian Object (20000) Varuna, The Astronomical Journal, Volume 123, Issue 4, pp. 2110-2120
- Population and Size Distribution of Small Jovian Trojan Asteroids, The Astronomical Journal, Volume 120, Issue 2, pp. 1140-1147
- Particulate Mass Loss from Comet Hale-Bopp, The Astronomical Journal, Volume 117, Issue 2, pp. 1056-1062
- Cometary Rotation: an Overview, Earth, Moon, and Planets, v. 79, Issue 1/3, p. 35-53
- Large Kuiper Belt Objects: The Mauna Kea 8K CCD Survey, The Astronomical Journal, Volume 115, Issue 5, pp. 2125-2135

## Ekstern henvisning
- Curriculum vitae